# Sen Svaja
Sen Svaja (von Altpreußisch: sen swajjais – 'mit denen, die wir kennen') ist eine 2010 gegründete litauische experimentelle Post-Folk- und Weltmusik-Gruppe aus Vilnius.

## Geschichte
Die zeitweilig bis zu fünfköpfige Frauen-Band besteht (Stand: 2020) aus Dorotė Girskienė (Gesang, Percussion), Justina Kaminskaitė (Gesang, Percussion) und Agota Zdanavičiūtė (Gesang, Zither, Percussion). Ihr musikalisches Projekt besteht daraus, alte litauische Volkslieder und internationale Folkmusik, auch südslawische Traditionen in ihren Sound zusammenzufügen.
Ihr Debütalbum Laumių lopšinė (dt.: „Wiegenlied der Feen“) war dem späteren Oberhaupt der in Litauen anerkannten Religionsgemeinschaft Romuva, Jonas Trinkūnas, gewidmet. Ihr Lied Aš atsikėliau wurde in die Kompilation des litauischen Musikinformationszentrums „Note Lithuania: Folk/World 2018“ aufgenommen.
Ihr zweites Studioalbum Kraitis iš pelkės (dt.: 'Mitgift aus dem Sumpf') erschien 2018 und sein Uraufführungskonzert fand am 18. Mai 2018 im für seine Veranstaltungen bekannten Vingis Park der litauischen Hauptstadt statt.

## Diskografie
- 2015: Laumių Lopšinė (Album, Dangus)
- 2018: Kraitis Iš Pelkės (Album, Dangus)